# Plouégat-Guérand
Plouégat-Guérand è un comune francese di 1 104 abitanti situato nel dipartimento del Finistère nella regione della Bretagna.

## Società

### Evoluzione demografica
Abitanti censiti